# Frode Grytten
Frode Grytten (ur. 11 grudnia 1960 w Bergen) – norweski pisarz i dziennikarz. 
Dorastał w Odda, które stało się tłem dla większości jego książek, w tym polifonicznej powieści Bikubesong z 1999 roku, nagrodzonej Nagrodą Brage i nominowanej do Nagrody Literackiej Rady Nordyckiej. Pisze w języku nynorsk. Jako dziennikarz pracował dla gazet "Bergens Tidende" i "Dagbladet".
W Polsce ukazało się opowiadanie Zostanę tutaj, nie wyjeżdżam w Niewidzialni. Antologia opowiadań norweskich, pod red. M. Sibińskiej, wyd. Trio, Warszawa 2005.

## Twórczość
- Start (1983) – wiersze
- Dans som en sommerfugl – stikk som en bie (1986) – opowiadania
- Landistansesvømmar (1990) – opowiadania
- 80 grader aust for Birdland (1993) – opowiadania
- Meir enn regn (1995) – opowiadania
- Heim att til 1990-åra (1997) – opowiadania
- Bikubesang (1999) – powieść
- Frosken Vertigo og det store spranget (1999) – książka dla dzieci
- Popsongar (2001) – opowiadania
- Dublin (2002) – dziennik podróży
- Urmarker Pisani og paradisfuglene (2003) – książka dla dzieci
- Hull & sonn (2004) – książka dla dzieci
- Flytande bjørn – powieść kryminalna, nagrodzona Rivertonprisen (2005)
- Rom ved havet, rom i byen – opowiadania do obrazów Edwarda Hoppera (2007)
- Det norske huset – album z fotografiami Jensa Hauge (2009)
- 50/50 – zbiór esejów (2010)
- Saganatt. Lundetrilogien – trzy powieści wydane w jednym tomie (2011)